# Rijksarchief te Beveren

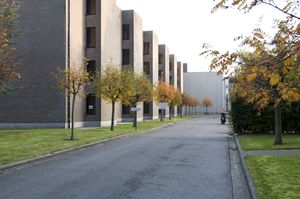
Gebouw van het Rijksarchief te Beveren, Kruibekesteenweg, nr 39/1.

Het Rijksarchief te Beveren is een van de twintig archiefdiensten van het Belgische Rijksarchief. Het vormt samen met het Rijksarchief te Antwerpen één archiefdienst. 
Het archiefdepot bevindt zich aan de Kruibekesteenweg op loopafstand van het station van Beveren (provincie Oost-Vlaanderen).
De rijksarchiefdienst van Beveren bestaat sinds 1964. In 2010 werd het Rijksarchief te Beveren uitgerust met een installatie van 600 zonnepanelen. Het is de grootste archiefdienst van het Rijksarchief in Vlaanderen.

## Bewaarde archieven
De archieven die het Rijksarchief te Beveren bewaart, zijn onder te verdelen in twee grote geografische clusters.

### Het ressort Vlaanderen
Diverse archieffondsen die het hele of een groot deel van het Vlaamse grondgebied beslaan: het ressort Vlaanderen. Het gaat om de volgende fondsen:
- de parochieregisters uit het ancien régime
- de registers van de burgerlijke stand (19de en 20ste eeuw)
- de handelsregisters van de Rechtbanken van Koophandel (voornamelijk 20ste eeuw)
- de bedrijfs- en verenigingsarchieven (voornamelijk 19de en 20ste eeuw)
- de archieven van de centrale diensten van de Vlaamse Gemeenschap (voornamelijk tweede helft van de 20ste eeuw)

### Het ressort Antwerpen
De archieven van het ressort Antwerpen zijn afkomstig van openbare en private instellingen, organisaties, families en personen gevestigd op het grondgebied van de huidige provincie Antwerpen. Het voornaamste deel van deze archieven wordt bewaard in het Rijksarchief te Antwerpen, maar omwille van plaatsgebrek zijn diverse fondsen in het Rijksarchief te Beveren ondergebracht:
- archief van de hoven, rechtbanken en administratieve colleges uit de gerechtelijke arrondissementen Antwerpen, Mechelen en Turnhout (19de en 20ste eeuw)
- archief van de buitendiensten van de FOD Justitie (19de en 20ste eeuw)
- archief van de buitendiensten van de FOD Financiën (19de en 20ste eeuw)
- notariële archieven (van de 15de tot de 20ste eeuw)

### Rijksarchief als genealogisch centrum
In de leeszaal van het Rijksarchief te Beveren kan men de microfilms en de digitale kopieën van de parochieregisters en de registers van de burgerlijke stand van heel Vlaanderen raadplegen. Daarnaast zijn er fotokopieën van klappers, parochieregisters en registers van de burgerlijke stand van een aantal Wase gemeenten te vinden. Het Rijksarchief te Beveren bewaart ook de originele parochieregisters en registers van de burgerlijke stand van de provincies Oost-Vlaanderen, West-Vlaanderen, Antwerpen en Limburg.